# Derby (Vermont)
Derby ist eine Town im Orleans County des Bundesstaates Vermont in den Vereinigten Staaten mit 4579 Einwohnern (laut Volkszählung von 2020).

## Geografie

### Geografische Lage
Derby grenzt südlich an die kanadische Grenze; im Westen liegt die Town an dem Ufer des Lake Memphremagog. Die Town ist in erster Linie landwirtschaftlich geprägt; erste Versuche, Touristen anzulocken, beschränken sich bislang auf Sportangler, die im Clyde River auf große Fischbestände stoßen. Auf dem Gebiet der Town existieren vier große Seen; trotz der Lage am nördlichen Ausläufer der Appalachen ist das Gelände hauptsächlich flach und weist nur wenige sanfte Hügel auf. Die höchste Erhebung ist der 444 m hohe Salem Hill.

### Nachbargemeinden
Alle Entfernungen sind als Luftlinien zwischen den offiziellen Koordinaten der Orte aus der Volkszählung 2010 angegeben.
- Norden: Stanstead, Québec, 4,6 km
- Nordosten: Holland, 16,8 km
- Osten: Morgan, 22,1 km
- Südosten: Charleston, 12,1 km
- Süden: Brownington, 4,3 km
- Südwesten: Coventry, 11,0 km
- Westen: Newport (City), 9,2 km
- Nordwesten: Newport, 18,2 km

### Stadtgliederung
Die Town besitzt drei Siedlungskerne, von denen zwei, die Hauptsiedlung Derby Center mit dem Verwaltungszentrum und Derby Line Grenzort zu Kanada, zu villages erklärt wurden.

### Klima
Die mittlere Durchschnittstemperatur in Derby liegt zwischen −11,7 °C (11 °Fahrenheit) im Januar und 18,3 °C (65 °Fahrenheit) im Juli. Damit ist der Ort gegenüber dem langjährigen Mittel der USA um etwa 9 Grad kühler. Die Schneefälle zwischen Mitte Oktober und Mitte Mai liegen mit mehr als zwei Metern etwa doppelt so hoch wie die mittlere Schneehöhe in den USA. Die tägliche Sonnenscheindauer liegt am unteren Rand des Wertespektrums der USA, zwischen September und Mitte Dezember sogar deutlich darunter.

## Geschichte
Ausgerufen wurde Derby am 29. Oktober 1779 (eigentlich erst 1788, aber das betreffende Dokument wurde auf das genannte, dadurch offizielle Gründungsdatum zurückdatiert); die erste Besiedlung fand jedoch erst 1795 statt. Zusätzlich zu den ursprünglich ausgerufenen Flächen wurden Derby 6000 acres der südlich angrenzenden Town Gatesborough zugeschlagen, die zwar gegründet und verkauft wurde, doch deren Kaufpreis nie bezahlt worden war. Die übrigen Teile des unverkauften Landes wurden als Town Salem gegründet und verkauft, doch auch diese Town wurde aufgelöst und zu Teilen dem benachbarten Newport zugeschlagen; der Rest der untergegangenen Town Salem wurde 1880 der Town Derby zugeschlagen. Die erste Stadtversammlung wurde am 29. März 1798 durchgeführt. Einige Jahre lang betrieben in Derby Jägergruppen der St. Francis Indianer, einem Teilstamm der Abenaki, mit den ortsansässigen Händlern Geschäfte, insbesondere mit Fellen.

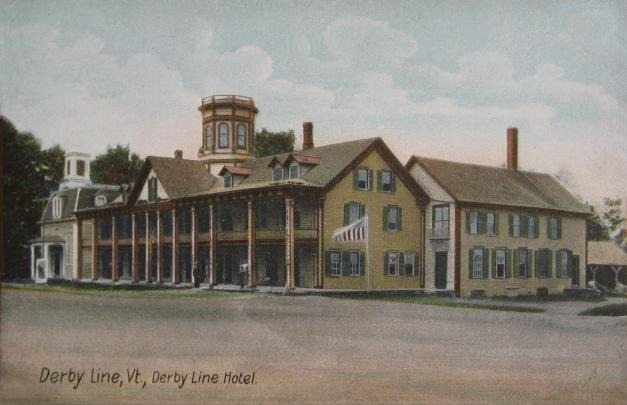
Derby Line Hotel 1908

Das Village Derby Line wurde 1795 im Zuge der Erstbesiedlung der Town direkt an der kanadischen Grenze erbaut, die hier entlang des 45. Breitengrades verläuft. Aufgrund von fehlerhaften Vermessungen wurde aber ein Teil des Ortes nördlich dieser Grenze errichtet, was erst Jahrzehnte später bemerkt wurde. 1842 wurde der 45. Breitengrad als Grenzverlauf bestätigt, so dass seither die Grenze mitten durch den Ort, zum Teil sogar direkt durch Wohnhäuser und eine Fabrik verläuft (deren kanadischer Teil allerdings 1982 geschlossen wurde, während der US-amerikanische Anteil noch existiert). Derby Line ist deswegen ein Sonderfall für die Grenzkontrollen zwischen Kanada und den USA, von dem die Behörden der beiden Länder befürchten, dass er die illegale Einwanderung von Dritten (z. B. Mexikanern) fördert. Dies umso mehr, als dass der kanadische Teil Derby Lines, der den Namen Stanstead trägt und zu Québec gehört, und der US-amerikanische Ort nach wie vor ein starkes Zusammengehörigkeitsgefühl besitzen und die Bemühungen, die Grenzübertritte auf offizielle Zollstellen zu beschränken, konterkarieren. So gibt es zum Beispiel eine gemeinsame Hauptstraße, die so angelegt wurde, dass die Grenze auf Straßenmitte verläuft, und das 1904 bewusst auf die Grenzlinie gebaute Haskell Free Library and Opera House, dessen Zuschauerraum auf US-amerikanischem Boden liegt, die Bühne dagegen auf kanadischem, und dessen öffentliche Bibliothek Zugänge sowohl von der kanadischen als auch von der US-amerikanischen Seite aufweist.
In Derby Line existiert eine Gemeinde der Methodisten; die Bildung wird durch eine Grundschule und eine High School in Derby Center sichergestellt.

### Einwohnerentwicklung
| Jahr      | 1800 | 1810 | 1820 | 1830 | 1840 | 1850 | 1860 | 1870 | 1880 | 1890 |
| --------- | ---- | ---- | ---- | ---- | ---- | ---- | ---- | ---- | ---- | ---- |
| Einwohner | 178  | 714  | 925  | 1469 | 1681 | 1750 | 1906 | 2039 | 1967 | 2900 |
| Jahr      | 1900 | 1910 | 1920 | 1930 | 1940 | 1950 | 1960 | 1970 | 1980 | 1990 |
| Einwohner | 3274 | 2530 | 2201 | 2165 | 2118 | 2245 | 2506 | 3252 | 4222 | 4479 |
| Jahr      | 2000 | 2010 | 2020 | 2030 | 2040 | 2050 | 2060 | 2070 | 2080 | 2090 |
| Einwohner | 4604 | 4621 | 4579 |      |      |      |      |      |      |      |

## Wirtschaft und Infrastruktur

### Verkehr
Die Interstate 91 verläuft in nordsüdlicher Richtung durch die Town, von Kanada im Norden nach Barton im Süden. Von Newport im Westen kommt der U.S. Highway 5 verläuft dann parallel zur Interstate 91 in Richtung Norden. Von ihm zweigen in östliche Richtung die Vermont State Route 111 nach Morgan und die Vermont State Route 5A nach Charleston ab.

### Öffentliche Einrichtungen
In Derby gibt es kein eigenes Krankenhaus. Das nächstgelegene Krankenhaus ist das North Country Hospital & Health Care in Newport City.

### Bildung
Derby gehört zur North Country Supervisory Union. In Derby gibt es die Derby Elementary School an der Elm Street mit Klassen von Pre-Kindergarten bis zum sechsten Schuljahr. Die Schulklassen 7 und 8 werden in der North Country Union Junior High School angeboten.

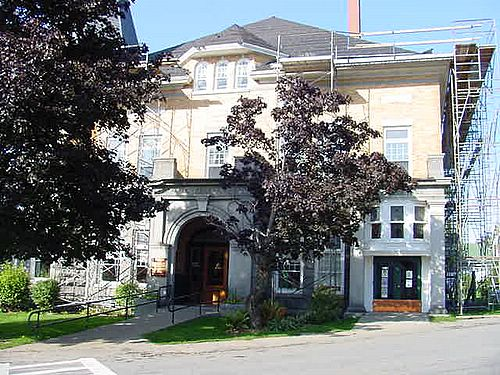
Haskell Free Library and Opera House, Kanadische Seite

Die Haskell Free Library and Opera House wurde bewusst auf der Grenze zu Kanada errichtet. Der Zuschauerraum liegt auf US-amerikanischem Boden, die Bühne dagegen auf kanadischem, Zugänge zur Bibliothek gibt es sowohl von der kanadischen als auch von der US-amerikanischen Seite.

## Persönlichkeiten

### Söhne und Töchter der Stadt
- William Barber Tyler (1806–1849), erster Bischof von Hartford
- Lucien Bonaparte Chase (1817–1864), Politiker und Abgeordneter im US-Repräsentantenhaus
- Charles Kendall Adams (1835–1902), Historiker
- Roberta Como (≈1922–2006), Musikerin und Arrangeurin